# Mistrzowie strongman: Białoruś
Mistrzowie strongman: Białoruś – doroczne, indywidualne zawody siłaczy, organizowane na Białorusi.

## Mistrzowie
| Rok  | Mistrz          | Wicemistrz         | Drugi Wicemistrz   |
| ---- | --------------- | ------------------ | ------------------ |
| 2005 | Siargiej Riumin | Aleksander Lapyrew | Aleksiej Merkuszew |